# عمرو سعد
عمرو سعد (مواليد 26 نوفمبر 1973) ممثل مصري، شارك في عدة أفلام ومسلسلات تلفزيونية مصرية، ولعب دور البطولة في الكثير من هذه الأعمال، بدأ مسيرته الفنية في أواخر التسعينيات.

## عن حياته
وُلد عمرو سعد الدين القناوي في 26 نوفمبر 1973 عين شمس الغربية (حي)عين شمس، ونشأ في حي عين شمس، وهو الابن الثاني لوالديه بعد شقيقه الأكبر عالم الكيمياء سامح سعد وقبل شقيقه الأصغر المغني أحمد سعد، تخرج من كلية الفنون التطبيقية قسم الديكور، بدأ حياته الفنية نهاية التسعينات، عندما وقف لأول مرة أمام الكاميرا في دور صغير بفيلم «الآخر» للمخرج يوسف شاهين، ثم فيلم «المدينة» للمخرج يسري نصر الله، وبعدها ظهر في فيلم قصير بعنوان «عشرة جنيهات» ثم «خيانة مشروعة».

### حياته الفنية
- في عام 2007 قدم بمجال السينما فيلم «حين ميسرة» والذي ناقش قضية العشوائيات مصر. ثم قدم في عام 2009 فيلم «دكان شحاتة» وأشاد به النقاد، ثم قدم أفلام هي: الكبار، حديد، ريجاتا، أسوار القمر وغيرها.
- في عام 2010 قدم أول بطولة في الدراما، بعنوان مملكة الجبل.

## أعماله

### من الأفلام
- 1999: الآخر
- 2000: المدينة
- 2006: خيانة مشروعة
- 2007: حين ميسرة
- 2009: دكان شحاتة
- 2010: الكبار
- 2014: حديد
- 2015: أسوار القمر
- 2015: ريجاتا
- 2017: مولانا
- 2018: كارما
- 2019: حملة فرعون (يحيى فرعون)

### المسلسلات
- 2004: فريسكا
- 2005: الحب موتا
- 2005: أرض الرجال
- 2006: لا أحد ينام في الإسكندرية
- 2006: أولاد الشوارع
- 2010: مملكة الجبل (مناع)
- 2011: شارع عبد العزيز (عبد العزيز)
- 2012: خرم إبرة (سعيد)
- 2014: شارع عبد العزيز 2 (عبد العزيز)
- 2015: إستيفا (المحقق عمرو)
- 2016: يونس ولد فضة (يونس)
- 2017: وضع أمني (حسن الغريب)
- 2019: بركة (بركة)
- 2020: الاختيار (ضيف شرف)
- 2021: ملوك الجدعنة (سرية)
- 2022: الجسر (نوح)
- 2022: توبة (احمد عبد التواب - توبة)
- 2023: الأجهر (مصطفي الاجهر)
- 2025: سيد الناس (الجارحي أبو العباس)

### كرتون
- 2012: سندباد - دبلجة النسخة العربية، بشخصية سندباد

## الجوائز
حصل على جائزة أفضل ممثل عن دور الشيخ حاتم في فيلم «مولانا» من مهرجان الإسكندرية السينمائي في دورته الـ33 وعن نفس الدور حصد جائزة أحسن ممثل من مهرجان تطوان في دورته الـ23 لسينما البحر المتوسط. وحصل عليها أيضا في مهرجان الأقصر للسينما، وكذلك من المهرجان الكاثوليكى للسينما في دورته ال 66.

## وصلات خارجية
- عمرو سعد على موقع IMDb (الإنجليزية)
- عمرو سعد على موقع الدهليز
- عمرو سعد على موقع قاعدة بيانات الأفلام العربية
- عمرو سعد على موقع ألو سيني (الفرنسية)
- عمرو سعد على موقع قاعدة بيانات الفيلم (الإنجليزية)
- عمرو سعد على موقع كينوبويسك (الروسية)